# Harpanahalli
Harpanahalli är en ort i Indien.   Den ligger i distriktet Davanagere och delstaten Karnataka, i den södra delen av landet, 1 500 km söder om huvudstaden New Delhi. Harpanahalli ligger 624 meter över havet och antalet invånare är 44 977.
Terrängen runt Harpanahalli är platt. Runt Harpanahalli är det ganska tätbefolkat, med 214 invånare per kvadratkilometer. Harpanahalli är det största samhället i trakten. Trakten runt Harpanahalli består till största delen av jordbruksmark.